# 王懋 (永樂甲辰進士)
王懋，修武人。明朝官吏、進士出身。

## 生平
永樂二十二年（1424年），其中進士，為海豐縣知縣。後超擢為西安知府，有政績聲望。正統十年（1445年），朝廷考核官吏，楊瓚與葉錫、趙亮等人以“治行卓異”得到保薦。

## 家族
有兄王愈。
有子王璠。